# آخرین اغواگری ۲
آخرین اغواگری ۲ (به انگلیسی: Last Seduction II) یک فیلم نئو نوآر آمریکایی محصول سال ۱۹۹۹ به کارگردانی تری مارسل با بازی جون سورنس است. این فیلم دنباله ای بر آخرین اغواگری (۱۹۹۴) محسوب می‌شود و هیچ‌یک از بازیگران اصلی یا فیلمسازان در آن حضور ندارند.
این فیلم در فهرست فیلم‌های دارای امتیاز ۰٪ در راتن تومیتوز قرار دارد.

## داستان
بریجیت گرگوری، یک زن اغواگری است که از قانون در اسپانیا پنهان شده است، در حالی که توسط یک کارگاه خصوصی بی‌امان تحت تعقیب قرار دارد.